# نایجل وینتربورن
نایجل وینتربورن (به انگلیسی: Nigel Winterburn) بازیکن فوتبال زادهٔ ۱۱ دسامبر ۱۹۶۳ اهل کشور انگلستان که سابقهٔ بازی در تیم ملی فوتبال انگلستان را در کارنامهٔ خود دارد. وی در تاریخ ۱۵ نوامبر ۱۹۸۹ نخستین بازی ملی خود را در مقابل تیم ملی فوتبال ایتالیا انجام داد و با حضور در ۲ بازی ملی، در تاریخ ۱۹ ژوئن ۱۹۹۳ واپسین بازی ملی‌اش را در برابر تیم ملی فوتبال آلمان برگزار کرد.